# Без муки нет и науки
Без муки нет и науки, также Школьная сцена, оригинальное название — Входит письмо с кровью (исп. La letra con sangre entra) — картина испанского живописца Франсиско Гойи, написанная в период с 1780 по 1785. Хранится в музее Сарагосы.

## Описание картины
На картине изображён школьный класс времён Гойи. На левой части картины, напротив окна показана сцена наказания учителем (в тюрбане) провинившегося ученика, в то время как за его спиной столпилась группа детей и с некоторым страхом наблюдает за этим. Чуть правее от центра изображены двое плачущих детей, уже наказанных розгами. На правой части картины двое учеников заняты выполнением домашнего задания.

## История
В XIX веке картина находилась в церкви Сан-Ильдефонсо на территории резиденции Ла-Гранха в городе Сан-Ильдефонсо. 
Около 1920 года она находилась в частной коллекции семьи Росильо в Мадриде.
В 2008 году картину приобрело правительство Арагона для музея Сарагосы.